# هرمان اته

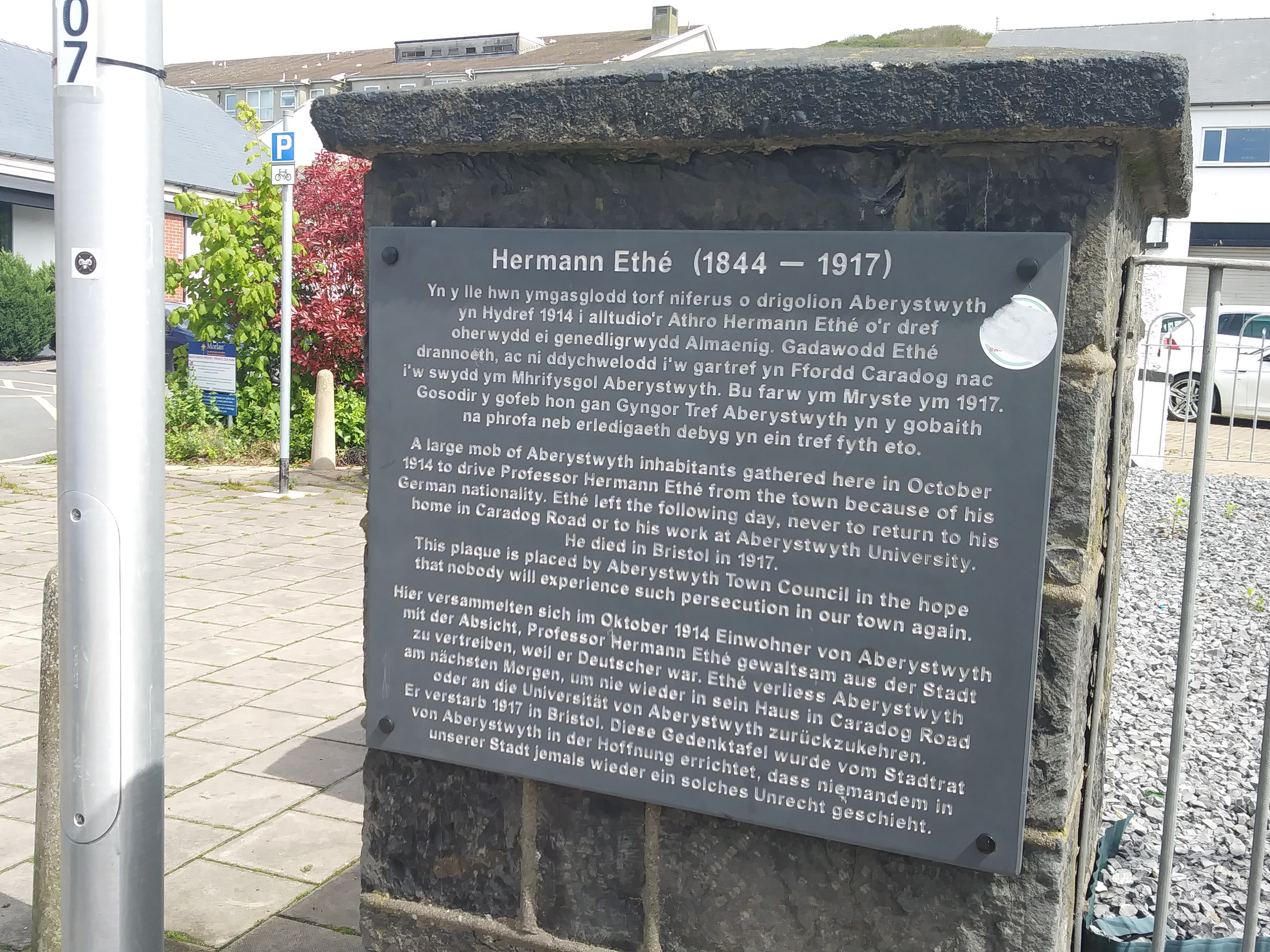
لوح یادبود هرمان اته در «آبریستویث» ولز - ۲۰۱۸

هرمان اته (به آلمانی: Carl Hermann Ethé) (زادهٔ ۱۳ فوریه ۱۸۴۴ - درگذشته ۷ ژوئن ۱۹۱۷) خاورشناس آلمانی بود. نام‌دارترین اثر او «تاریخ ادبیات فارسی‌» است.
کارل هرمان اته ایران‌شناس آلمانی مشهور به کاتالوگ‌های خود از نسخه‌های دست‌نویس اسلامی و مطالعات و ترجمه‌های آلمانی او از شعر فارسی است. او پسری از یک کاشف دولتی بود و از سال 1862 به دانشگاه گرایفسوالد نزدیک برای مطالعه کلاسیک و زبان‌شناسی شرقی رفت. در سال بعد، تحصیلات خود را در لایپزیگ با هاینریش فلایشر، که چندین متن عربی مهم را ویرایش کرده و کتاب‌هایی درباره زبان‌های فارسی، عبری و آرامی نوشته بود، ادامه داد.
اته در سال 1865 از لایپزیگ فارغ‌التحصیل شد. او پایان‌نامه‌ی افتخار خود را به دانشگاه مونیخ ارائه داد و به عنوان یک معلم زبان‌های شرقی به عنوان یک "پرایوت‌دوسنت" وارد شد.
در سال 1872، اته توسط کتابخانه بادلیان به اکسفورد دعوت شد تا کاتالوگ نسخه‌های دست‌نویس شروع شده توسط ادوارد ساخائو را به پایان برساند و به کاتالوگ عربی کتابخانه اضافه کند. همچنین او به دعوت کتابخانه دفتر هند لندن به توصیف نسخه‌های دست‌نویس فارسی آنجا پرداخت.
او در ابتدا به عنوان کتابدار دستیار در بادلیان کار می‌کرد و از دانشگاه مونیخ مرخص شده بود. در سال 1874، سمینارهای خود را در آلمان رها کرد و به طور دائم در بریتانیا ساکن شد. دلیل این انتقال حداقل به نظر بخشی به دلایل سیاسی برمی‌گردد، زیرا اته به عنوان "یک رادیکال آلمانی، شخصیتی ناخوشایند برای حکومت‌های استبدادی" توصیف می‌شود و به عنوان کسی که "خیلی آزاده برای زندگی در آلمان جدید بیسمارک بوده است". با این حال، او خود را به محیط بریتانیایی تطبیق نداد و همیشه به ملیت آلمانی خود افتخار می‌کرد؛ به جز کاتالوگ‌های خود، بیشتر از آثار خود را به زبان مادری خود نوشت.

در سال 1875، اته به عنوان استاد زبان‌های شرقی در کالج دانشگاه ولز، آبریستویت، منصوب شد، جایی که درس‌هایی درباره‌ی عبری، آلمانی و زبان‌های شرقی و غربی داد. او در اوقات فراغت خود به توصیف نسخه‌های دست‌نویس در اکسفورد و لندن ادامه داد. چندین بار سعی کرد به دنبال یافتن موقعیت بهتری باشد، درخواست‌هایی برای استادی در کنیگزبرگ (1881)، مونیخ (1886) و اکسفورد (1888) داشت که بدون موفقیت ماند.

در تاریخ چندین بار در خدمت امتحان‌گران عمومی از طرف دانشگاه اکسفورد برای مدرسه افتخارات مطالعات شرقی بود. در ابتدای جنگ جهانی اول، او و همسر انگلیسی‌اش به دلیل احساس ضدآلمانی محلی از آبریستویت فرار کردند. با اینکه کالج از اخراج او خودداری کرد، او نتوانست تدریس خود را ادامه دهد. او با یک معاش کوچک بازنشسته شد و سال‌های آخر عمر خود را در ریدینگ و بریستول گذراند.
در مطالعات فارسی، نام هرمان اتِه به واسطهٔ کاتالوگ‌های مهم نسخه‌های خطی در کتابخانهٔ بودلیان و اداره هند، که معادن غنی اطلاعات دربارهٔ تمام جنبه‌های ادبیات کلاسیک فارسی هستند، زنده مانده است. اتِه از تذکره‌ها به‌صورت گسترده بهره گرفت و نسخه‌های خطی را با جزئیات دقیق توصیف کرد؛ نمونه‌ای از دقت او، فهرستی در کاتالوگ اداره هند است که شامل ۱۵۶۰ زندگی‌نامه از هفت اقلیم امین احمد رازی می‌باشد. تأخیر طولانی در تکمیل این کاتالوگ‌ها به برنامه‌ریزی جاه‌طلبانه و گستردهٔ اتِه برای تهیه فهرست‌های نمایه‌ها نسبت داده شده است که وی تا پایان عمر خود روی آنها کار کرد (بیستون، ص. iv). با این حال، این امر به هیچ وجه از ارزش بزرگ آنها برای نسل‌های بعدی دانشمندان نمی‌کاهد. اتِه همچنین نسخه‌های خطی دیگر مجموعه‌های بریتانیا را توصیف کرده است.
کمتر از این اهمیت نداشتند مشارکت‌های اتِه در تاریخ ادبیات فارسی. فصل او با عنوان "ادبیات فارسی نو" در Grundriss der iranischen Philologie  با اقتدار بالا، وضعیت هنر را در اواخر قرن نوزدهم بررسی می‌کند. این اثر مملو از اطلاعات واقعی است و به میزان زیادی بر اساس پژوهش‌های خود نویسنده، نه تنها تحقیقات مادام‌العمر او در نسخه‌های خطی فارسی، بلکه همچنین مقالات علمی متعددی که طی سی سال گذشته در مجلات آلمانی منتشر کرده بود، بنا شده است. اهمیت این تحقیقات پیشگامانه بارها توسط ادوارد جی. براون در تاریخ ادبیات ایران او تأکید شده است. اتِه نخستین کسی بود که قطعاتی از اشعار پیش از دوره غزنوی را از لباب‌الالباب عوفی و دیگر تذکره‌ها استخراج کرد. او همچنین اشعار فارسی منسوب به فیلسوف ابن‌سینا  و فردوسی را گردآوری کرد.
او مقاله‌ای همچنان ارزشمند دربارهٔ مناظره‌های ادبی اسدی توسی نوشت ، اما ادعای او که این آثار توسط نویسندهٔ گرشاسب‌نامه نوشته نشده‌اند، دیگر پذیرفته نیست. چندین اثر او نشان‌دهندهٔ علاقه‌اش به شعر دینی است. او رباعیات شیخ ابوسعید را گردآوری کرد و قطعاتی از اشعار کسایی را. توجه ویژه او به شاعر و فیلسوف اسماعیلی ناصرخسرو معطوف بود.

اتِه در طول عمر علمی خود مترجمی پرتلاش بود. بسیاری از مقالات او شامل ترجمه‌های منظوم اشعار فارسی به آلمانی بودند. از عربی، او بخش اول عجایب‌المخلوقات قزوینی و از ترکی، رمانی پیکارسک قرون‌وسطایی را ترجمه کرد.

آخرین کتاب منتشرشدهٔ او، بخش اول ویراست انتقادی یوسف و زلیخا بود، که آن زمان به فردوسی منسوب بود، اما اکنون عموماً به دیگری نسبت داده می‌شود. اتِه معتقد به انتساب این اثر به فردوسی بود و آن را نخستین و مهم‌ترین شعر عاشقانه در ادبیات فارسی می‌دانست.

## زندگی‌نامه
او که زادهٔ اشترالزوند بود آموزه‌هایش را در دانشگاه‌های گرایتسوالد و لایپزیگ در رشتهٔ زبان‌شناسی گذراند و در ۱۸۶۵ دکترای خود را دریافت داشت. در آینده در مونیخ به آموختن زبان و ادبیات فارسی و نیز ترکی و عربی پرداخت و آموزش‌هایش را در آکسفورد پی‌گرفت.
از سال ۱۸۷۵ تا چهل سال پس از آن اته استاد زبان‌های شرقی دانشگاه ابریستووت بود. همچنین او همکاری‌هایی نیز با ادوارد براون داشت. او نوشته‌هایی دربارهٔ شعر و ادبیات فارسی و سخنورانی چون رودکی و فردوسی دارد.
وی در شهر بریستول درگذشت.